# Sergio Berti
Sergio Ángel Berti Pizzani (Villa Constitución, 17 de setembro de 1969) é um ex-futebolista argentino que jogava no meia.

## Carreira
Berti integrou a Seleção Argentina de Futebol na Copa América de 1995 e 97. E ainda pela seleção argentina jogou a copa de 98